# Lilla Bommen (byggnad)
Lilla Bommen, i folkmun Läppstiftet, är en 22 våningar och 86 meter hög byggnad i Göteborg. Denna höga röd- och vitrandiga skyskrapa ligger vid Göta älv, nära Barken Viking och Hisingsbron, i stadsdelen Gullbergsvass i centrala Göteborg.  Det officiella namnet Lilla Bommen kommer av byggnadens geografiska plats vid Lilla Bommens torg vid Lilla Bommen.

## Historik
Idén till huset föddes 1983, då Göteborgs kommun ville skapa sysselsättning, stimulera utveckling och framtidstro i regionen. Skanska ville samtidigt stärka sin position som husbyggare och fastighetsägare.
Skanskaskrapan ritades av Ralph Erskine i samarbete med White arkitekter och byggdes av Skanska under ledning av Gösta Backmark. På grund av den göteborgska leran krävdes det kohesionspålar (stabiliserande) på upp till 90 meter för att kunna grundlägga husets bottenplatta. Byggnaden uppfördes 1986–1989, invigdes officiellt 1989 och innehöll då Skanskas huvudkontor i Göteborg. Idag ägs byggnaden av Vasakronan. 

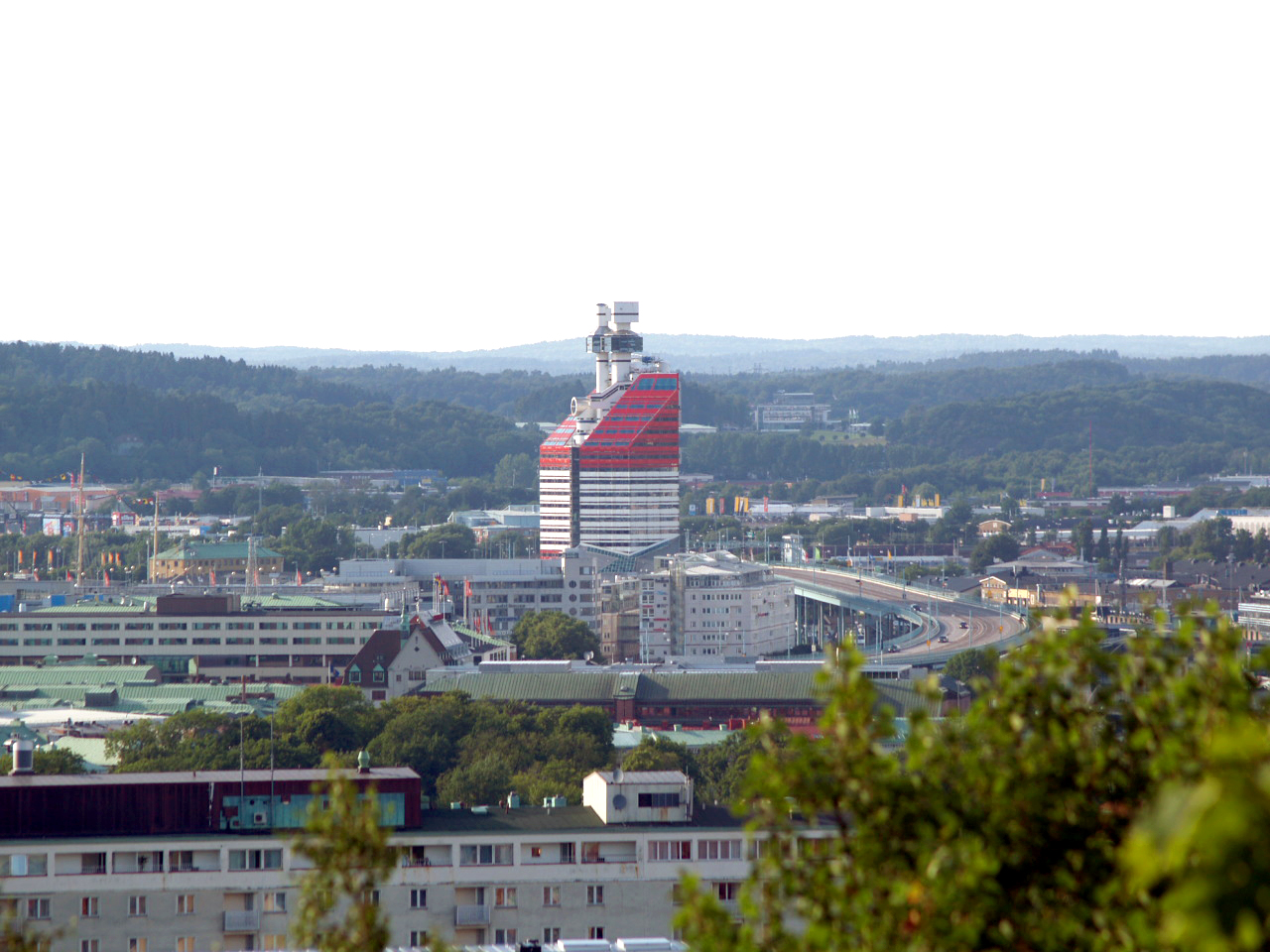
Läppstiftet syns från stora delar av Göteborg

## Byggnaden
Byggnaden består av en höghusdel och en låghusdel som innehåller kontorslokaler för ett flertal företag. Ytan fördelar sig på 27 596 m² kontorsyta, 2 501 m² butiksyta och 1 528 m² som klassificeras som "övrigt". På översta våningen finns Götheborgsutkiken med en vid utsikt över staden, dess omgivningar och hamnen. För den konstnärliga utsmyckningen har bland andra Claes Hake bidragit, med en skulpturgrupp i sten som placerats mellan kajen och huset, framför foajén.
Smeknamnet Läppstiftet kommer av att byggnaden ser ut som ett läppstift, samt att Göteborgs stift har sitt kontor i byggnaden. Den kallas också för Vattenståndet eftersom den ligger precis vid vattenlinjen och tycks ha falliska drag i sin formgivning.